# Gerterode
Gerterode – część gminy (Ortsteil) Niederorschel w Niemczech, w kraju związkowym Turyngia, w powiecie Eichsfeld. Do 31 grudnia 2018 jako samodzielna gmina wchodziła w skład wspólnoty administracyjnej Eichsfelder Kessel.